# Iman Darweesh Al Hams
Iman Darweesh Al Hams (arabisch إيمان درويش الهمص, DMG Īmān Darwīš al-Hamṣ, auch 'Iyman') (* 1991 in Palästina; † 5. Oktober 2004) war eine 13-jährige Palästinenserin, die durch Soldaten der israelischen Armee in der Nähe eines militärischen Beobachtungspostens an der Philadelphi-Passage in Rafah im Gaza-Streifen erschossen wurde.

## Ablauf des Geschehens
Am Morgen des 5. Oktober 2004 war die 13-jährige Iman Darweesh Al Hams mit einem Rucksack und bekleidet mit einer durch das Hilfswerk der Vereinten Nationen finanzierten scharlachroten Schuluniform auf dem Weg zur Schule. Ihr Weg führte sie am Rafah-Flüchtlingslager vorbei. Etwa 70 m vor einem Kontrollpunkt der israelischen Armee wurde sie von den Soldaten entdeckt. Diese forderten sie von weitem auf, ihren Rucksack zu zeigen, da sie darin Sprengstoff vermuteten und beschossen das Mädchen unmittelbar. Iman rannte daraufhin – bereits durch die Schüsse sichtbar verletzt – in Deckung. Ihr Rucksack, welchen sie als Schultasche verwendete, fiel dabei zu Boden und wurde mehrfach durch Kugeln getroffen, und es war ab diesem Zeitpunkt ersichtlich, dass sich kein Sprengstoff darin befand. Der kommandierende Offizier befahl seinen Soldaten, Zug um Zug und unter Abgabe von Feuerstößen zum verletzten Mädchen vorzurücken, da er noch immer nicht von der Tatsache überzeugt gewesen sein will, dass sich in der Tasche kein Sprengstoff befand.
Als er selbst zu dem Mädchen kam, trat er zur Bestätigung der "erfolgreichen Ausschaltung des Gegners" den Körper mit den Füßen und gab zwei Einzelschüsse in den Schädel ab. Danach stellte er seine Waffe auf Dauerfeuer um und feuerte den restlichen Inhalt des Magazins auf den bereits leblosen Körper des Mädchens ab.
Als Mitarbeiter der palästinensischen Autonomiebehörden von den Vorgängen vor dem Flüchtlingslager erfuhren, schickten sie einen Krankenwagen zum Ort des Geschehens. Israelische Soldaten hinderten diesen eine Stunde lang daran, zu Iman zu gelangen. Danach wurde das Mädchen in das Al-Najjar-Krankenhaus gebracht, wo die Ärzte insgesamt 17 Projektile in ihrem Körper fanden und feststellen mussten, dass sie bereits fast vollständig ausgeblutet war.
Der an der Tatstelle gefundene Rucksack enthielt ausschließlich Schulsachen und war von Gewehrkugeln regelrecht durchsiebt.

## Untersuchung
Der Kommandant der Soldaten, dessen Name nur mit Hauptmann R. angegeben wurde, wurde daraufhin kurzzeitig suspendiert, da palästinensische Zeugen und andere Soldaten ausgesagt hatten, das Mädchen sei mit automatischen Waffen in den Körper beschossen worden, obwohl es bereits verletzt auf dem Boden lag. Eine erste umstrittene interne Untersuchung im Oktober führte zum Ergebnis, dass sich der Hauptmann, laut Ansicht der israelischen Behörden, angemessen verhalten habe.
Nach öffentlichem Druck wurde jedoch eine weitere Untersuchung im November durch die Militärpolizei durchgeführt. Diese kam zum Ergebnis, dass die erste Untersuchung grob fehlerhaft gewesen sei und anscheinend zur Vertuschung der Angelegenheit dienen sollte.
Hauptmann R. wurde daraufhin angeklagt, aber nur wegen minimaler Vergehen und nicht vor einem Zivilgericht. Das Verfahren zu den Vorwürfen des illegalen Gebrauchs seiner Waffe, eines Offiziers unwürdigen Verhaltens und Behinderung der Justiz wurde vor Eröffnung einer Hauptverhandlung von einem israelischen Militärgericht am 15. November 2005 abgewiesen. Auch Generalleutnant Moshe Yaalon, der damalige Stabschef der israelischen Armee, sagte wiederholt, dass der Offizier den Umständen angemessen gehandelt hätte. Der Offizier wurde im Anschluss daran zum Major befördert und für die Zeit in Untersuchungshaft mit 82.000 Schekel entschädigt.
Die Palästinensische Autonomiebehörde kritisierte das Urteil. Imans Vater, Samir al-Hams, antwortete auf das Urteil mit den Worten, dass es von Anfang an nicht die Absicht gegeben habe, den Beamten zur Rechenschaft zu ziehen:
„Sie haben ihn nicht des Mordes an Iman angeklagt, sondern nur wegen geringfügiger Straftaten, und jetzt sagen sie, dass er daran unschuldig sei, obwohl er so oft auf meine Tochter geschossen hat … Das war ein kaltblütiger Mord an einem Mädchen. Der Soldat hat gemordet. Er hat sie einmal und das Gericht hat sie erneut ermordet. Was ist die Botschaft? Sie fordern ihre Soldaten auf, palästinensische Kinder zu töten.“